# Reichenbachfall-Bahn
| Beide Wagen an der Ausweichstelle (2004) |                     |                                |                         |
| Fahrplanfeld: | 2475 (früher 1475)  |                                |                         |
| Spurweite: | 1000 mm (Meterspur) |                                |                         |
| |                     |                                |                         |
| \| \| \| Meiringen Alpbach (MIB) \| \| \| \| \| Willigen (Reichenbachfallbahn) \| 610 m ü. M. \| \| \| \| \| \| \| \| \| Koordinaten: 46° 43′ 0,7″ N, 8° 11′ 7,9″ O; CH1903: 657105 / 174232 Ausweichstelle \| \| \| \| \| Brücke \| \| \| \| \| Reichenbachfall \| 844 m ü. M. \| \| \| \| Reichenbachfall \| \| |                     |                                |                         |
| Bahnhof quer |                     | Meiringen Alpbach (MIB)        | Meiringen Alpbach (MIB) |
| Kopfbahnhof Streckenanfang |                     | Willigen (Reichenbachfallbahn) | 610 m ü. M.             |
| Strecke |                     |                                |                         |
| |                     | Ausweichstelle                 |                         |
| Brücke |                     | Brücke                         | Brücke                  |
| Kopfbahnhof Streckenende |                     | Reichenbachfall                | 844 m ü. M.             |
| |                     | Reichenbachfall                |                         |

Die Reichenbachfall-Bahn ist eine schweizerische Standseilbahn. Die Talstation befindet sich in der Gemeinde Schattenhalb bei Meiringen im Berner Oberland auf 600 m ü. M. und führt hinauf zum Reichenbachfall auf 844 m ü. M., der durch die von Sir Arthur Conan Doyle geschaffene Romanfigur Sherlock Holmes berühmt geworden ist.

## Geschichte

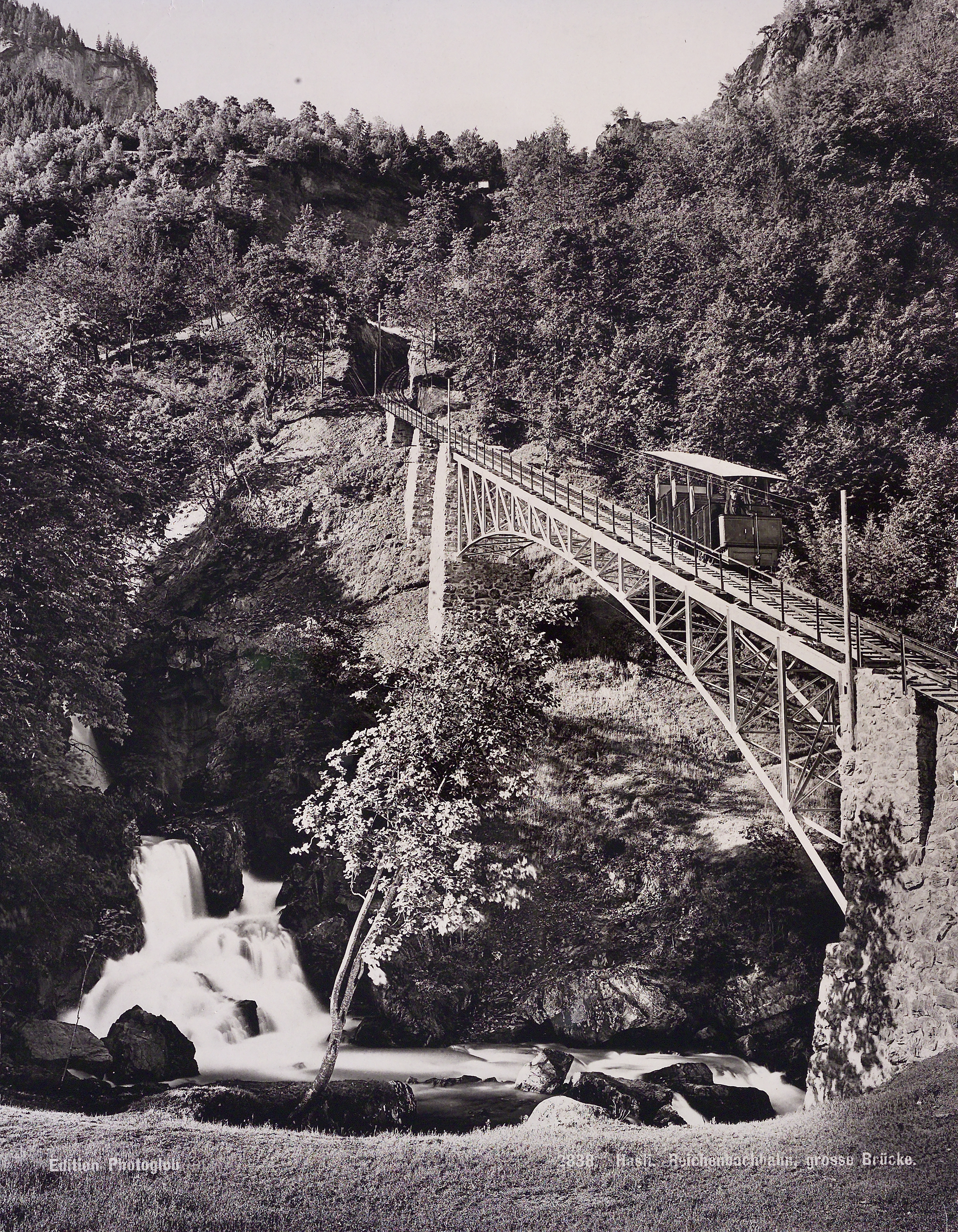
Wagen der Reichenbachfall-Bahn auf der grossen Brücke, um 1910.

Am 1. Juli 1896 erteilte der Bundesrat die Konzession für eine schmalspurige Standseilbahn hinauf zum Reichenbachfall. Noch im selben Jahr begann das Unternehmen Bucher & Durrer im Auftrag der Initianten Elias Flotron (Ingenieur und Hotelbesitzer in Willigen) und Franz Josef Bucher mit den Bauarbeiten. 
Am 8. Juni 1899 erfolgte die offizielle Betriebseröffnung der 23. Standseilbahn der Schweiz. Von Anfang an verkehrte sie mit elektrischem Antrieb, der von Flotron mittels eines provisorischen Kleinkraftwerks mit Strom geliefert wurde. Ab 1909 lieferte das Kraftwerk Schattenhalb 1 den Strom. 1926 wurde 70 Meter unterhalb der Bergstation die Zentrale Schattenhalb 2 mit einer kraftwerkseigenen Zwischenstation gebaut.
Schon schnell aber begannen die finanziellen Probleme, und am 20. Februar 1903 verfügte das Bundesgericht die Zwangsliquidation. Im Dezember 1904 fand die Versteigerung der Bahn statt. Auch der neue Betreiber blieb glücklos, und 1907 ging die Bahn erneut Konkurs. Die Bahn überlebte auch diesen Rückschlag und fand einen neuen Besitzer.
1912 erhielt die Reichenbachfall-Bahn mit der Trambahn Meiringen-Reichenbach-Aareschlucht einen direkten Anschluss an den Bahnhof Meiringen der Brünigbahn. Als 1914 der Erste Weltkrieg ausbrach, musste der Betrieb eingestellt werden, weil die Touristen fast völlig ausblieben. Erst am 1. Juli 1922 nahm sie unter dem neuen Besitzer, der Elektrowerke Reichenbach AG, ihren Sommerbetrieb wieder auf.
Im Winter 1930/31 wurde ihr Antrieb vollständig erneuert. 1957/58 erfolgte die Automatisierung der Steuerung, und man konnte fortan auf den Maschinisten in der Antriebszentrale verzichten, was einige Einsparungen brachte. Zwischen 1998 und 2004 wurde die Bahn für die kommenden 100 Jahre fit gemacht. Die Reichenbachfall-Bahn glänzt wieder mit ihren neuen, nachgebauten Holzwagen mit den Original-Fahrgestellen, der sanierten Linie und deren Brücken sowie mit der neuen, modernen Steuerung des Antriebes.

## Technische Daten
| Merkmal           | Wert                                                  |
| ----------------- | ----------------------------------------------------- |
| Spurweite         | 1000 mm                                               |
| Streckenlänge     | 714 m                                                 |
| Höhendifferenz    | 244 m                                                 |
| Mittlere Steigung | 36,9 %                                                |
| Maximale Steigung | 57,9 %                                                |
| Fahrzeit          | 7 Minuten                                             |
| Wagen             | 2 zweiachsige Wagen mit je 3 Abteilen à 8 Sitzplätzen |
| Personenkapazität | 144 Personen/Stunde und Richtung                      |